# Grant Holloway
Pour les articles homonymes, voir Holloway.
Grant Holloway (né le 19 novembre 1997 à Chesapeake) est un athlète américain, spécialiste du 110 mètres haies. Il est champion olympique en 2024 à Paris et vice-champion olympique en 2021 à Tokyo, triple champion du monde en 2019 à Doha, en 2022 à Eugene et en 2023 à Budapest. En salle, il est sacré champion du monde du 60 mètres haies à deux reprises, en 2022 à Belgrade et en 2024 à Glasgow.
Il est l'actuel détenteur du record du monde du 60 mètres haies en 7 s 27 et détient par ailleurs la deuxième meilleure performance mondiale de tous les temps sur 110 mètres haies en 12 s 81, à un centième de seconde du record du monde de son compatriote Aries Merritt.

## Biographie
D'abord joueur de football américain, il se classe troisième des championnats des États-Unis d'athlétisme juniors 2015, au saut en longueur, et troisième de l'édition suivante, sur 110 m haies.

### Carrière universitaire et premier titre mondial (2017-2019)

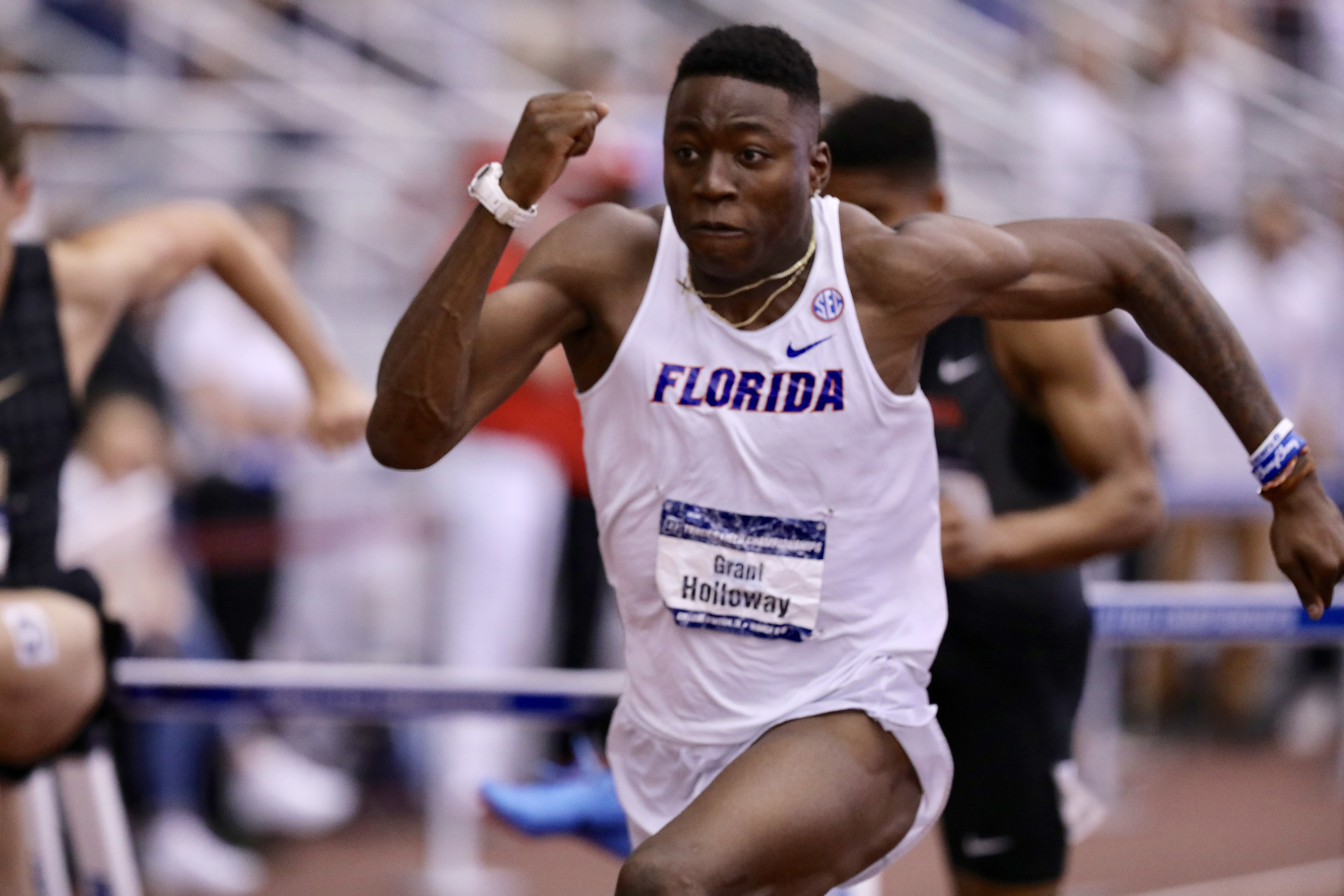
Grant Holloway lors des championnats NCAA 2018.

Étudiant à l'Université de Floride, il remporte en 2017 les championnats NCAA en salle (60 m haies) et en plein air (110 m haies).
En 2018, il réalise un nouveau doublé aux championnats universitaire en salle et en plein air. Lors de cette même saison, il porte son record personnel sur 110 m haies à 13 s 15, et au saut en longueur à 8,17 m. Il se classe deuxième des championnats des États-Unis 2018, devancé par Devon Allen.
Le 9 mars 2019, à Birmingham, il remporte son troisième titre NCAA en salle consécutif en 7 s 35, améliorant d'un centième de seconde le record des États-Unis co-détenu par Greg Foster, Allen Johnson et Terrence Trammell. Le 7 juin 2019 à Austin, il remporte également un troisième titre universitaire consécutif sur 110 m haies, et descend pour la première fois de sa carrière sous les 13 secondes en réalisant le temps de 12 s 98.
Deuxième des Championnats des États-Unis 2019 derrière Daniel Roberts, il est sélectionné pour les championnats du monde. Le 2 octobre 2019 à Doha, il remporte la finale du 110 m haies en 13 s 10, devant le Russe Sergueï Choubenkov.
Il établit son meilleur temps de la saison 2020 sur 110 m haies le 14 août à Monaco, en 13 s 19.

### Record du monde du 60 m haies et médaille d'argent olympique (2021)
Le 24 janvier 2021, à Fayetteville dans l'Etat de l'Arkansas, l'Américain égale son record personnel sur 60m haies (7 s 35), établissant ainsi la quatrième performance de tous les temps, à cinq centièmes du record du monde détenu depuis 1994 par Colin Jackson. Le 9 février au meeting de Liévin, il établit la deuxième marque de tous les temps en 7 s 32, nouveau record des États-Unis et d'Amérique du Nord. Au Meeting d'athlétisme de Madrid le 24 février, il bat finalement le record du monde de la distance d'un centième de seconde en 7 s 29. L'Américain n'a été prévenu de son record que par un photographe après la course, alors que le chrono avait affiché dans un premier temps 7 s 32, avant d'être abaissé ensuite à 7 s 29.
Lors des sélections olympiques américaines disputées en juin 2021 à Eugene, Holloway signe en demi-finale la deuxième performance de tous les temps sur 110 m haies en 12 s 81 (+ 1,8 m/s), à un centième seulement du record du monde de son compatriote Aries Merritt réalisé en 2012 à Bruxelles. Il pulvérise son record personnel de 17 centièmes et se qualifie pour la finale, qu'il remporte facilement en 12 s 96, devant Devon Allen et Daniel Roberts.
Aux Jeux olympiques de Tokyo, le 5 août 2021 l'Américain fait figure de grand favori pour la médaille d'or mais il ne termine finalement que deuxième de la finale en 13 s 09, devancé par le Jamaïcain Hansle Parchment, alors qu'il était en tête de la course jusqu'à la dernière haie.

### Champion du monde en salle et deuxième titre de champion du monde (2022)

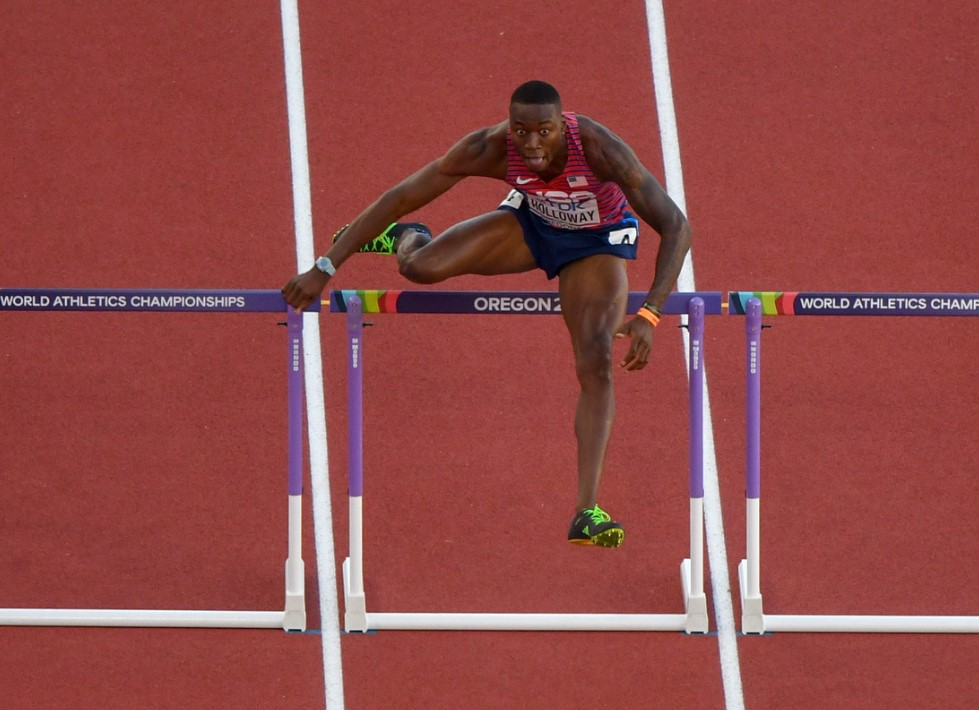
Grant Holloway lors des championnats du monde 2022.

Lors des championnats du monde en salle se déroulant en mars 2022 à Belgrade, Grant Holloway établit le meilleur temps des séries, puis s'impose de nouveau lors des demi-finale en égalant son propre record du monde de 7 s 29. En favori, il remporte la finale dans le temps de 7 s 39, devançant largement Pascal Martinot-Lagarde et l'autre Américain Jarret Eaton.
Lors de la saison estivale, il établit le temps de 13 s 06 le 12 juin 2022 à New York, puis 13 s 03 en demi-finale des championnats des États-Unis à Eugene. Blessé, il déclare forfait pour la finale mais il bénéficie néanmoins d'une Wild card pour les championnats du monde en tant que tenant du titre. Dans le même stade de l'Hayward Field, le 17 juillet 2022, il décroche son deuxième titre de champion du monde consécutif en s'imposant en finale dans le temps de 13 s 03 quelques heures après avoir établi son meilleur temps de l'année en demi-finales en 13 s 01. Il devance son compatriote Trey Cunningham et l'Espagnol Asier Martínez dans une course où deux des favoris de l'épreuve, Hansle Parchment (blessure lors de l'échauffement) et Devon Allen (disqualification pour faux-départ), ne participent pas.
Il descend pour la première fois de la saison sous les 13 secondes le 10 août 2022 à l'occasion de sa victoire au Meeting Herculis de Monaco, en 12 s 99. Il remporte le 8 septembre 2022 la finale de la Ligue de diamant 2022 à Zurich, en 13 s 02.

### Troisième titre de champion du monde (2023)

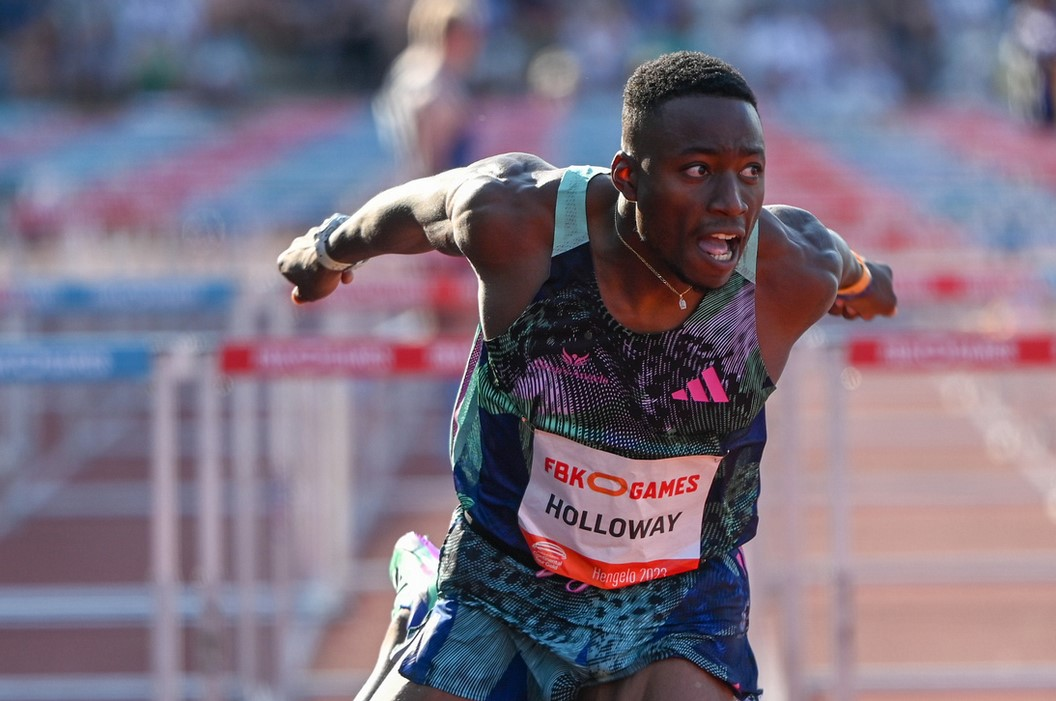
Grant Holloway en 2023 lors des FBK Games.

Invaincu sur 60 mètres haies lors de la saison hivernale 2023, il établit sa meilleure performance de l'année le 25 février à Birmingham avec 7 s 35. Il fait sa rentrée sur 110 m haies mi-avril à Gainesville où il réalise 13 s 03 puis 13 s 05. Auteur par la suite de 13 s 01 à Atlanta, il est battu par le Jamaïcain Rasheed Broadbell lors du meeting Ligue de Diamant de Rabat, mais s'impose par la suite lors du Golden Gala et lors du Meeting de Paris où il signe son meilleur temps de l'année en 12 s 98. Aligné aux championnats des États-Unis à Eugene, il remporte sa demi-finale mais ne se présente pas en finale. Fin juillet, il s'impose lors du London Grand Prix en 13 s 01 et apparait comme le favori des championnats du monde 2023.
À Budapest en finale, Grant Holloway s'impose dans le temps de 12 s 96 devant Hansle Parchment et Daniel Roberts. Il décroche son troisième titre mondial consécutif après 2019 et 2022, et rejoint son compatriote Greg Foster au palmarès de l'épreuve, se situant désormais à une marche d'Allen Johnson, titré à quatre reprises.

### Saison 2024

#### Titre mondial en salle et record du monde du 60 m haies
Grant Holloway bat son propre record du monde du 60 mètres haies le 16 février 2024 à Albuquerque. Il le diminue de deux centièmes en réussissant 7 s 27 lors des séries du championnat des États-Unis en salle, une compétition dont il décide de se retirer avant la finale. Le 2 mars, il remporte le titre mondial à Glasgow en réalisant 7 s 29,.

#### Champion olympique
Fin juin 2024 à Eugene, il remporte les sélections olympiques américaines dans le temps de 12 s 86, échouant à 5/100e de seconde de son record personnel en établissant le quatrième temps de l'histoire. Le 12 juillet, il remporte l'étape de Ligue de diamant de Monaco en 13 s 01. Il participe ensuite aux Jeux olympiques de Paris. Il y réalise le meilleur temps des séries en 13 s 01, puis remporte aisément sa demi-finale en 12 s 98. En finale, le 8 août, il décroche son premier titre olympique en s'imposant en 12 s 99, devant son compatriote Daniel Roberts et le Jamaïcain Rasheed Broadbell. Il est le premier Américain titré sur cette distance depuis Aries Merritt en 2012.

## Palmarès

### International
| Date | Compétition                    | Lieu             | Résultat | Épreuve     | Temps   |
| ---- | ------------------------------ | ---------------- | -------- | ----------- | ------- |
| 2019 | Championnats du monde          | Doha             | 1er      | 110 m haies | 13 s 10 |
| 2021 | Jeux olympiques                | Tokyo            | 2e       | 110 m haies | 13 s 09 |
| 2022 | Championnats du monde en salle | Belgrade         | 1er      | 60 m haies  | 7 s 39  |
| 2022 | Championnats du monde          | Eugene           | 1er      | 110 m haies | 13 s 03 |
| 2022 | Ligue de diamant               | Ligue de diamant | 1er      | 110 m haies | 13 s 02 |
| 2023 | Championnats du monde          | Budapest         | 1er      | 110 m haies | 12 s 96 |
| 2023 | Ligue de diamant               | Ligue de diamant | 2e       | 110 m haies | 13 s 06 |
| 2024 | Championnats du monde en salle | Glasgow          | 1er      | 60 m haies  | 7 s 29  |
| 2024 | Jeux olympiques                | Paris            | 1er      | 110 m haies | 12 s 99 |
| 2025 | Championnats du monde en salle | Nankin           | 1er      | 60 m haies  | 7 s 42  |

### National

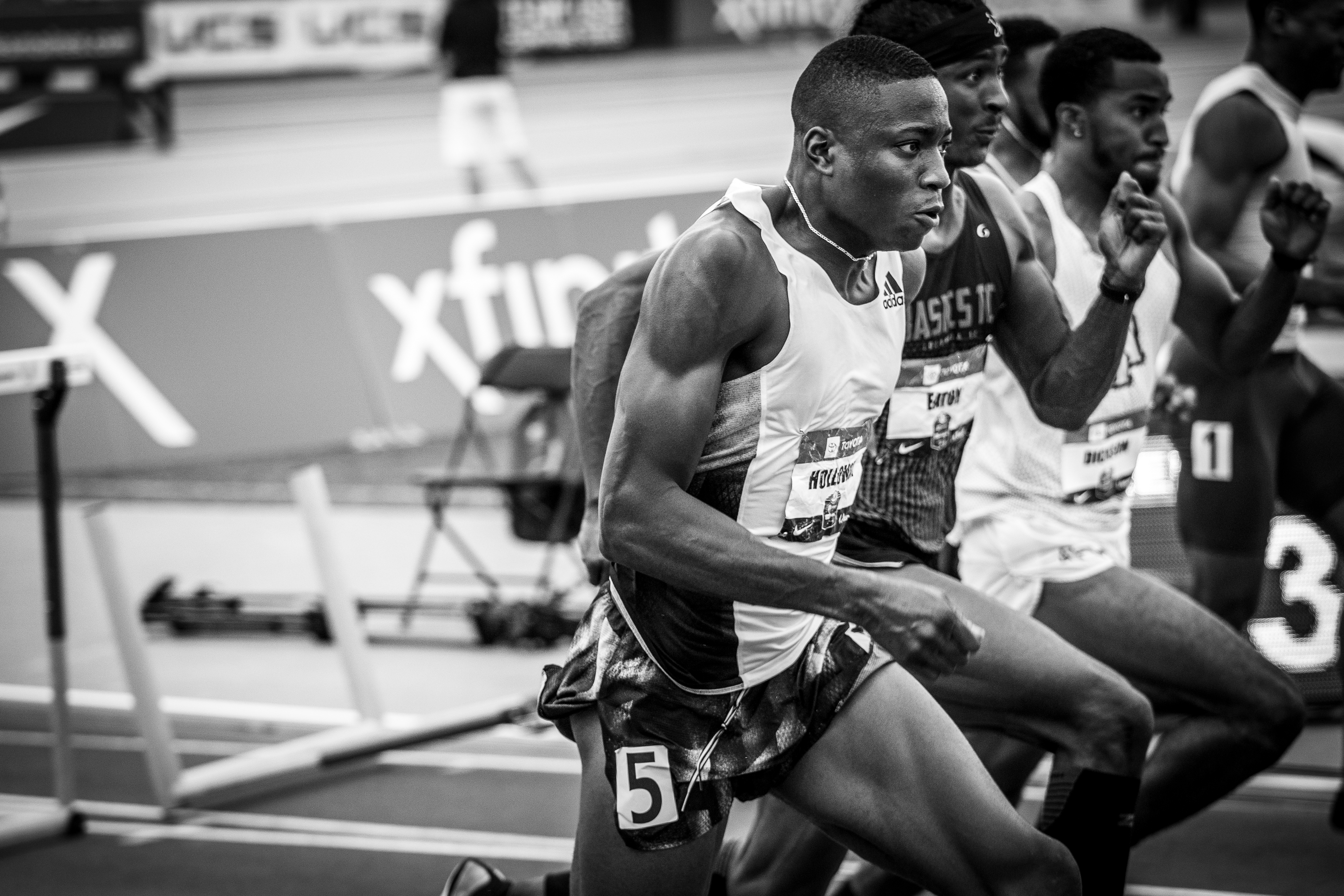
Grant Holloway lors des championnats des États-Unis 2019, à Des Moines.

- Championnats des États-Unis d'athlétisme :
  - 110 m haies : vainqueur en 2021 et 2024 ; 2e en 2018 et 2019
- Championnats des États-Unis d'athlétisme en salle :
  - 60 m haies : vainqueur en 2022

### Universitaire
- Championnats NCAA :
  - 110 m haies : vainqueur en 2017, 2018 et 2019
  - 4 × 100 m : vainqueur en 2019
- Championnats NCAA en salle :
  - 60 m : vainqueur en 2019
  - 60 m haies : vainqueur en 2017, 2018 et 2019

## Records

### Records personnels
| Épreuve                | Temps         | Lieu                               | Date            | Note                                  |
| ---------------------- | ------------- | ---------------------------------- | --------------- | ------------------------------------- |
| 60m                    | 6 s 50        | Birmingham, AL, United States      | 9 mars 2019     |                                       |
| 60 mètres haies        | 7 s 27 (WR)   | Albuquerque                        | 16 février 2024 |                                       |
| 100 mètres             | 10 s 21       | Gainesville, FL, United States     | 16 avril 2022   |                                       |
| 110 mètres haies       | 12 s 81       | Eugene                             | 26 juin 2021    | 2ème performance de l'Histoire        |
| 4 × 400 m relay split  | 43 s 75       | Austin, TX, United States          | 7 juin 2019     |                                       |
| 4 × 100 m relay        | 37 s 97       | Austin, TX, United States          | 7 juin 2019     | Collegiate record                     |
| 4 × 400 m relay        | 2 min 59 s 60 | Austin, TX, United States          | 7 juin 2019     |                                       |
| 4 × 400 m relay indoor | 3 min 01 s 00 | College Station, TX, United States | 31 mars 2018    |                                       |
| Saut en longueur       | 8,32m         | Knoxville                          | 12 mai 2018     | Record non validé car vent de +2,9m/s |
| Saut en longueur       | 8,17 m        | Knoxville                          | 12 mai 2018     | Vent +0,6m/s                          |
| Saut en hauteur        | 2,16m         | Newport News, VA, United States    | 6 juin 2014     |                                       |

### Records du monde
| Temps  | Date            | Lieu        | Circonstance                         |
| ------ | --------------- | ----------- | ------------------------------------ |
| 7 s 29 | 24 février 2021 | Madrid      | Meeting d'athlétisme de Madrid       |
| 7 s 29 | 20 mars 2022    | Belgrade    | Championnats du monde en salle       |
| 7 s 27 | 16 février 2024 | Albuquerque | Championnats des États-Unis en salle |

### Meilleures performances par année
| Année | Temps   | Date           | Lieu       | Rang |
| ----- | ------- | -------------- | ---------- | ---- |
| 2017  | 13 s 39 | 25 juin 2017   | Sacramento | 29   |
| 2018  | 13 s 15 | 13 mai 2018    | Knoxville  | 4    |
| 2019  | 12 s 98 | 7 juillet 2019 | Austin     | 1    |
| 2020  | 13 s 19 | 14 août 2020   | Monaco     | 5    |
| 2021  | 12 s 81 | 26 juin 2021   | Eugene     | 1    |
| 2022  | 12 s 99 | 10 août 2022   | Monaco     | 1    |
| 2023  | 12 s 96 | 21 août 2023   | Budapest   | 3    |
| 2024  | 12 s 86 | 28 juin 2024   | Eugene     | 1    |

| Année | Temps       | Date            | Lieu         | Rang |
| ----- | ----------- | --------------- | ------------ | ---- |
| 2017  | 7 s 58      | 10 février 2017 | Fayetteville | 14   |
| 2018  | 7 s 42      | 10 février 2018 | Clemson      | 1    |
| 2019  | 7 s 35      | 9 mars 2019     | Birmingham   | 1    |
| 2020  | 7 s 38      | 14 février 2020 | Clemson      | 1    |
| 2021  | 7 s 29      | 24 février 2021 | Madrid       | 1    |
| 2022  | 7 s 29'     | 20 mars 2022    | Belgrade     | 1    |
| 2023  | 7 s 35      | 25 février 2023 | Birmingham   | 1    |
| 2024  | 7 s 27 (WR) | 16 février 2024 | Albuquerque  | 1    |